# Viticulture en Chine

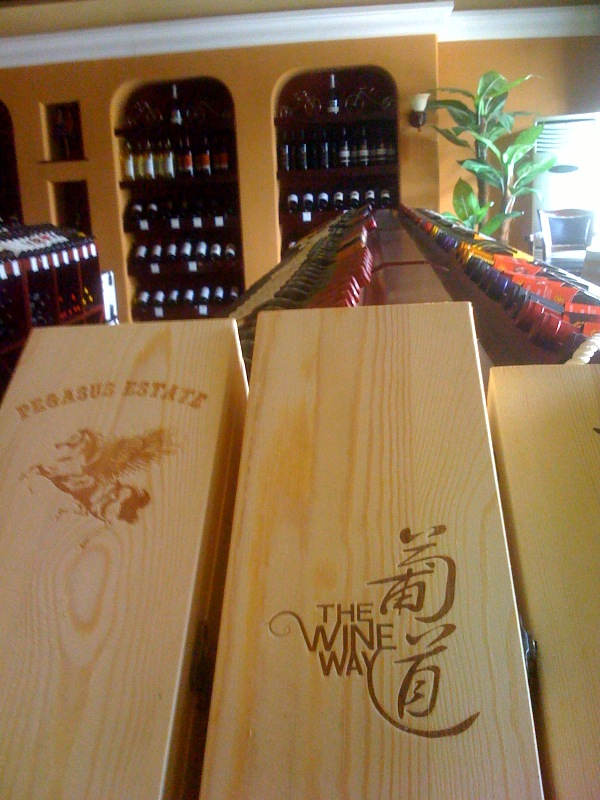
Le chemin du vin à la Huawei Winery

La viticulture en Chine est restée un secteur économique modeste orienté vers la production de raisins de table jusque dans les années 1980, mais depuis, la plantation de vignes sur de grandes surfaces a haussé ce pays parmi les acteurs importants de la filière.
La Chine appartient au monde des consommateurs d'alcools de grains comme les Slaves et les Anglo-Saxons. Elle n'a jamais eu une culture traditionnelle du vin développée. Actuellement, le marché du vin représente environ 2 % du marché chinois des boissons alcoolisées (et la bière 40 %). En 2007, la consommation moyenne annuelle était de 0,5 litre par habitant soit 100 fois moins que les 50 litres des Français. Mais les changements sont très rapides ; ainsi la consommation de vin a augmenté de 29 % en 2009 suivant l'IWSR. Et en 2011, la Chine est devenue le cinquième consommateur de vin dans le monde, avec 1,9 milliard de bouteilles achetées, soit 1,4 litre par habitant et par an.
En 2016, la Chine possède le deuxième vignoble mondial, derrière l'Espagne et devant la France. Elle reste le premier producteur mondial de raisin (19 % de la production mondiale de raisin), suivie de l'Italie  et le sixième producteur de vin. 
Jusqu'au XXe siècle, la viticulture était cantonnée essentiellement dans les régions musulmanes de l'ouest. Depuis plus d'un millénaire, les Ouïghours cultivent la vigne sur des pergolas pour la production de raisins de table et de raisins secs. La production de vins suivant les procédés européens a commencé timidement à la fin du XIXe siècle avec l'arrivée des missionnaires chrétiens et n'a pris son envol qu'à partir de la politique de réforme et d'ouverture des années 1980.
Le vin reste un produit de luxe, consommé occasionnellement par la minorité aisée des grandes villes lors de fêtes ou de cérémonies. Consommer du vin est pour la classe moyenne la marque distinctive de la modernité, de la mode et du bon goût.

## Histoire

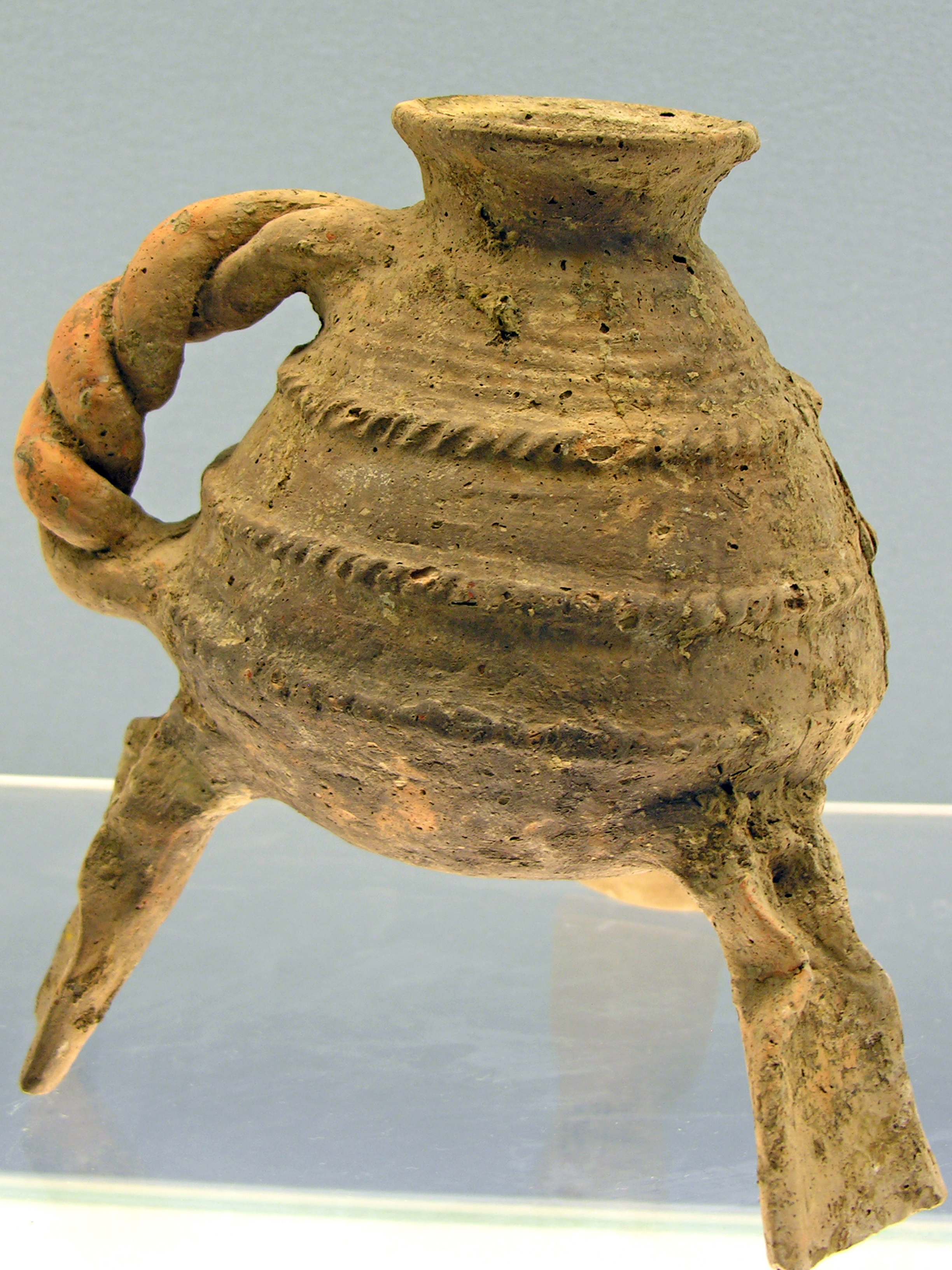
Poterie à "vin" de céréales de la culture Songze (3800/3200 avant notre ère)

### Les pièges de la terminologie
La terminologie des boissons alcoolisées chinoises réserve des pièges redoutables pour les non-sinologues.
H. T. Huang, un chercheur du Needham Research Institute, dans sa magistrale histoire des technologies de la nourriture chinoise, met en garde d'emblée ses lecteurs : « Depuis l'époque préhistorique, les Chinois ont préparé une boisson alcoolique à partir de céréales cuites, appelée jiu 酒, qui a tenu une position dominante parmi les boissons des yinshi 饮食 (boissons et nourritures) tout au cours des siècles jusqu'à maintenant. Il n'y a pas d'équivalent exact en anglais [ou en français] au mot jiu. Il est généralement traduit par vin [wine]...Mais à strictement parler, le vin est le produit de la fermentation du jus de raisin. Aussi, appeler vin jiu est rien moins que satisfaisant sur le plan linguistique. »
Puisque le jiu est fabriqué à partir de céréales comme l'est la bière, on pourrait l'appeler « bière ». Mais, nous fait remarquer Huang, le jiu ressemble plus au vin qu'à la bière tant en termes de degré alcoolique (plus de 10 % alors que la bière fait 4-5 %) qu'en caractéristiques organoleptiques. « Après une longue délibération sur les avantages et inconvénients, nous avons finalement décidé de nous en tenir à la tradition et à l'appeler "vin" [wine] » nous avoue Huang. Cette tradition remonte aux premiers sinologues traducteurs des Classiques chinois comme Legge (1871), Couvreur (1896), Philastre (1885), Waley (1937) ou Karlgren (1950). Cette longue et vénérable tradition est pourtant très malencontreuse puisque de nombreux historiens et spécialistes non-sinologues sont tombés dans le piège.
Le terme japonais de saké conviendrait beaucoup mieux mais il est trop marqué sur le plan culturel. Reste donc « vin de riz » ou « vin de céréales ». Il faut donc se souvenir que dans le contexte de la Chine ancienne, le terme jiu 酒, traduit habituellement par « vin », désigne une boisson alcoolique à base de céréales fermentées (millet, blé puis riz).

### Les premières boissons alcoolisées
Les analyses récentes de McGovern et als (2004) sur les poteries de Jiahu (賈湖) dans la vallée du Fleuve Jaune (Henan) ont fait remonter à 7000-6600 ans avant notre ère, la fabrication des premières boissons alcooliques par l'homme du Néolithique. L'analyse chimique des matières organiques déposées a révélé une boisson fermentée formée à partir de riz, de miel et de fruits. La présence d'acide tartrique fait supposer que ces fruits pourraient être des cenelles (fruit de l'aubépine) et/ou des raisins d'un Vitis sauvage endémique. Le raisin pouvait être utilisé comme une source de levures fermentaires, naturellement présentes sur la pellicule.
Ce « breuvage néolithique » était donc un assemblage d'hydromel, de bière et de vin. Il apparait à peu près à la même date que la bière d'orge et que le vin (de raisins) au Moyen-Orient,.

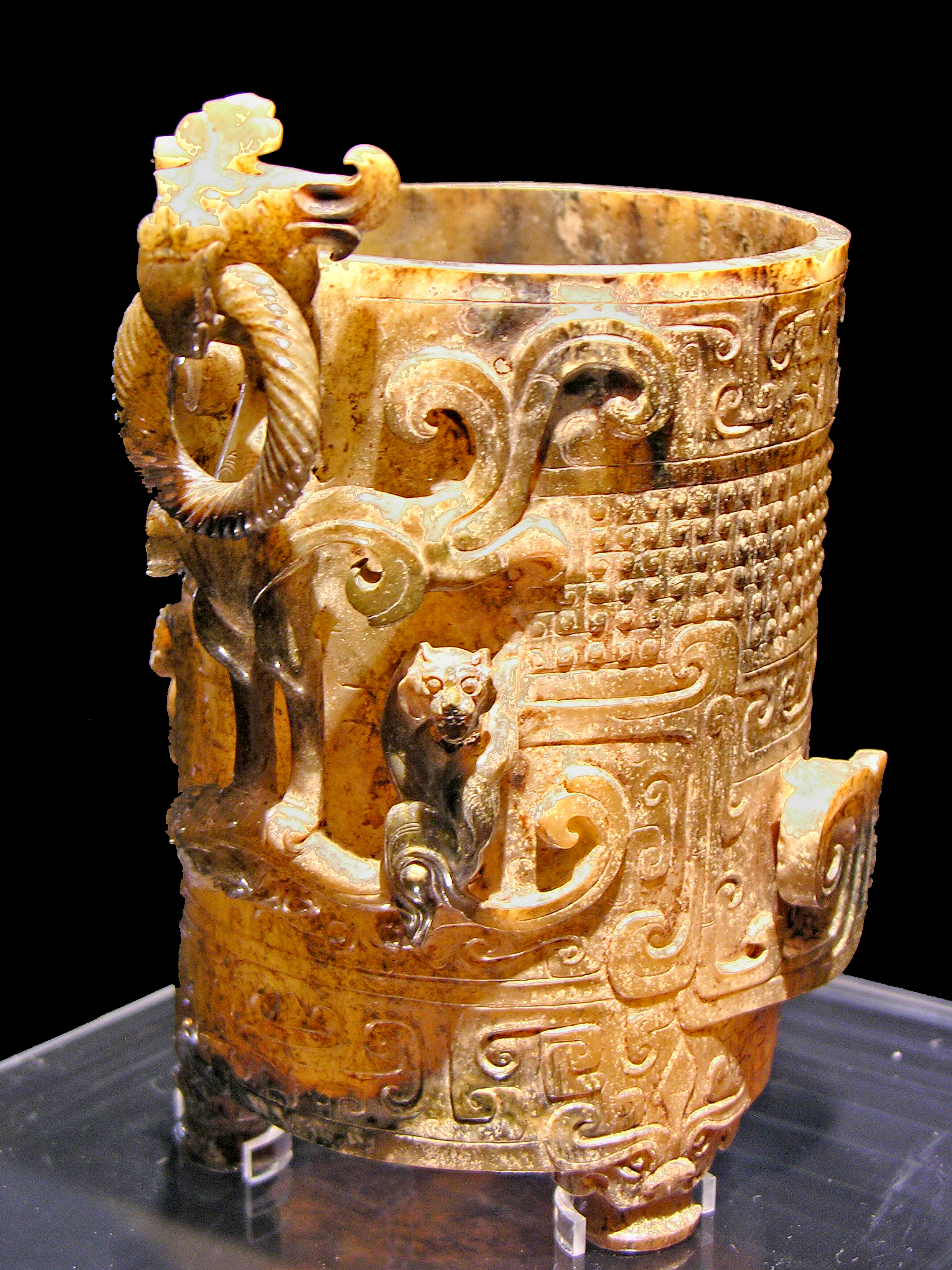
Gobelet cultuel à "vin" de céréales utilisé sous la dynastie des Han occidentaux (entre l'an - 206 et l'an 8)

Des études restent à faire pour connaître le devenir de cette mixture si singulière. Mais la même équipe de Mc Govern a montré qu'environ cinq millénaires plus tard, à l'époque protohistorique, la boisson composite avait laissé place aux « vins de céréales ». L'analyse du contenu remarquablement bien préservé, de bronzes celés de la fin des Shang - début des Zhou (ca. -1250, -1000) a révélé une boisson alcoolique faite à partir d'une céréale, probablement le millet ou le riz.
Les premiers textes chinois confirment aussi la prééminence des boissons de céréales fermentées. Basés sur les inscriptions oraculaires de la fin des Shang (ca. - 1200, - 1046), les textes les plus anciens distinguent trois types de boissons alcooliques, nommées :

- chang 鬯 : un « vin » rituel fabriqué avec un ferment contenant une herbe 

- li 醴 : un « vin » doux, de faible degré alcoolique, fabriqué à partir de riz ou de millet, donc un genre de bière

- jiu 酒 : un « vin » complètement fermenté et filtré, fabriqué à partir de riz ou de millet, plus riche en alcool (environ 10-15 %). C'est cette boisson élaborée, dite « vin de céréales » qui s'imposera au cours des siècles suivants.

Ces boissons alcooliques étaient offertes en sacrifice aux ancêtres royaux dans des bronzes et étaient consommés lors de banquets rituels.
La fabrication d'alcool à partir de céréales combine deux étapes distinctes :
1. une saccharification, produisant des sucres simples par hydrolyse de l'amidon
2. la fermentation alcoolique, produisant de l'éthanol à partir des sucres simples fermentescibles (comme le glucose) en présence de levures fermentaires (Saccharomyces cerevisiae).

La contribution originale de la Chine à ces processus est dans l'exploitation de champignons des genres Aspergillus, Rhizopus, Monascus et autres, utilisés pour hydrolyser les grosses molécules d'amidon (polymère de glucose) des grains, en sucres simples fermentescibles,. L'agent de saccharification et de fermentation, appelé qu 曲 (anc. 麴) en chinois (koji en japonais), est formé d'un mycélium de moisissure cultivé sur un substrat de céréales cuites à la vapeur.

### Introduction de la vigne cultivée sous la dynastie des Han
En ce qui concerne maintenant le vin de raisins (putao jiu 葡萄酒), le consensus actuel chez les chercheurs est qu'il a été fait à partir de la vigne d'Europe domestiquée (Vitis vinifera) et que celle-ci n'est pas indigène en Chine mais fut introduite au cours des IIe et Ier siècles avant notre ère, à partir de l'Asie Centrale. Pourtant, l'immense domaine chinois est un centre majeur du genre Vitis, : 40 espèces et 13 variétés de vignes sauvages ont été reconnues,.
La littérature chinoise nous livre un récit de l'importation de la vigne cultivée à partir du Ferghana au Ier siècle avant notre ère, époque où cette région faisait partie de l'empire Parthe. Le général Zhang Qian 张骞 envoyé par l'empereur Wu de la dynastie des Han dans la région de l'actuel Tachkent (Ouzbékistan) ramena vers 126 avant notre ère de la vigne putao à la capitale (l'actuelle Xi'an, Shaanxi). Elle fut cultivée près de la capitale, dans quelques localités du Gansu et dans la région de l'actuel Xinjiang (qui à l'époque n'était pas chinoise), pour ses fruits consommés frais ou comme plante médicinale. La première pharmacopée chinoise, Shennong bencao jing (compilée au Ier siècle) mentionne la vigne putao parmi les plantes médicinales et indique qu'elle peut aussi servir à fabriquer du vin,.

### Le bref essor sous la dynastie des Tang
Vers +220, l'empereur Cao Pi 曹丕 des Wei (les Trois Royaumes) écrit : « Par fermentation (niang 釀), les raisins donnent du vin. Il est plus doux que le vin [de céréales] fait avec l'activateur d'amylo-fermentation et les grains germés (qu nie 曲蘖). On a moins la gueule de bois quand on en boit trop ». Huang suppose d'ailleurs que ce vin était fait suivant la même technique que le "vin" de céréales (avec l'activateur qu) et que jusqu'au VIIe siècle, au début des Tang, il resta une boisson rare et exotique.
Ainsi, au cours des huit premiers siècles après leur introduction, les vignobles chinois ne dépasseront pas ces localisations très occidentales et produiront essentiellement du raisin de table et du raisin sec.
Les raisins et le vin (de raisins) commenceront à être mieux connus et appréciés à partir de la conquête de Gaochang (高昌) dans la dépression de Tourfan (actuel Xinjiang) en +640 par la dynastie Tang. De cette région fut importé un nouveau cépage donnant des raisins aux grosses graines allongées (nommés « mamelle de jument » maru putao 马乳葡萄) et une nouvelle technique de vinification s'appuyant sur les levures naturelles du raisin. Ces vignes se plairont bien dans la région de Taiyuan (太原) au Shanxi qui devint un centre majeur de production de vin. Les innovations vitivinicoles permirent quelques progrès sensibles et le vin de raisins fut célébré par plusieurs poètes (comme Wang Han 王翰, Liu Yuxi 刘禹锡).
Cependant cet essor fut de courte durée et le vin resta encore jusqu'à l'époque moderne un produit exotique et un médicament.

### Des Tang à la fin de l'empire Qing

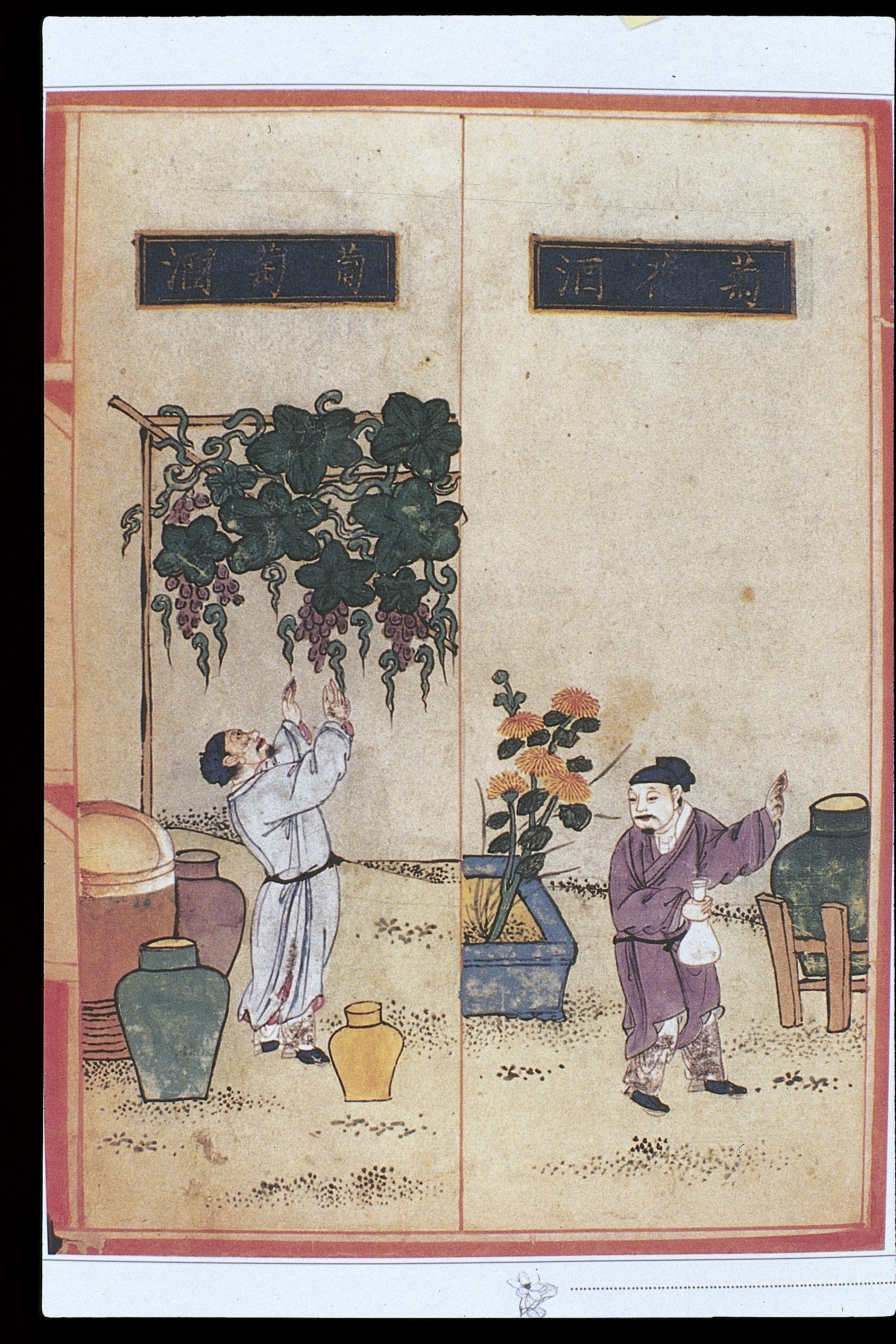
dynastie Ming

À l'époque des Yuan (1234-1368), la région de Taiyuan était encore un centre majeur de la vitiviniculture chinoise, suivant le témoignage de Marco Polo,. Huang suppose qu'à cette époque les Chinois savaient distiller le vin bien qu'aucune description de la technique ne soit connue dans les sources des Tang, Song et Yuan. Généralement, on suppose que les vaillants mongols de la cour des Yuan préféraient l'eau-de-vie au vin.
L’intérêt pour le vin (de raisins) chinois déclina ensuite sous les dynasties Ming et Qing. Mais le raisin était un fruit très apprécié.
Toutefois, au cours du XVIIe siècle, l'empereur Kangxi, contemporain de Louis XIV, fut initié au vin européen par les missionnaires jésuites. Le vin de Bordeaux qu'un jésuite mathématicien nommé Louis Le Comte lui avait fait découvrir était son préféré. Il fit expérimenter la culture de la vigne dans différentes provinces de son empire. Les résultats montrèrent que celle-ci s'adaptait mieux dans le nord de la Chine que dans le sud subtropical où elle dégénérait. Ces anecdotes annoncent le grand tournant marqué par l'arrivée du savoir-faire européen en Chine.

### Période moderne

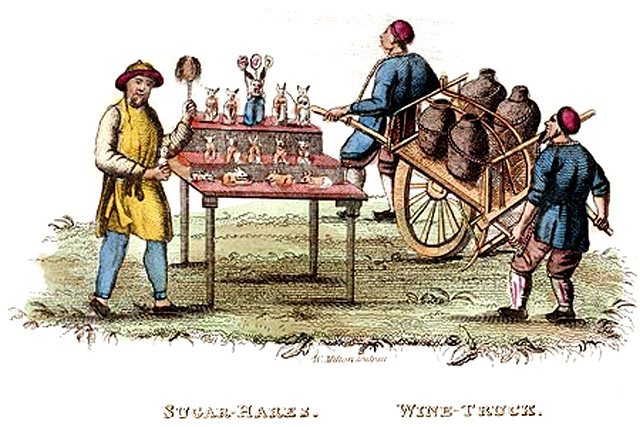
Transport de "vin" de céréales au XIXe siècle

Cette période est marquée par l'arrivée au XIXe siècle des missionnaires chrétiens occidentaux qui pour leurs besoins de vin de messe ont importé des vins européens. Les missionnaires ne se contentaient pas seulement de vin de messe. Au cours des années 1830 les livres de commerce des maisons de champagne montrent qu'elles envoyaient en Chine leur vin par panier de 120 bouteilles.
La première cave commerciale a été fondée en 1892 par un fonctionnaire gouvernemental, un riche Chinois de Malaisie, Chong Pi-shi (Zhang Boshi 张弼士). Sa carrière de diplomate en Europe finie, il retourna en Chine pour fonder à Yantai 烟台 sur le littoral du Shandong, la cave de Changyu 张裕. Il commença par importer 150 ceps européens et fit appel aux techniques européennes de culture et de vinification. Devenue le plus gros producteur de vin d'Asie, Changyu a été introduit en bourse à Shenzhen en 1997. L'histoire de cette entreprise est exemplaire du mouvement de modernisation basé sur les capitaux et le savoir faire étrangers, commencé difficilement à la fin du XIXe et reparti après une longue éclipse, avec une grande vigueur dans les années 1980-1990.
Les missionnaires suivirent cette initiative. En 1910, un vignoble fut implanté à Shang-Yi (aujourd'hui Beijing Winery) par les missions française. En 1914, ce fut la fondation de Melco à Tsingtao (Qingdao) par les missions allemandes. La même année, les Japonais créaient la cave de Tun-Hua à Jiling. La culture de la vigne se répandit localement aussi bien au nord (Hebei, Shanxi, Mongolie) qu'à l'est (Shandong) et aux confins du Tibet (chez les minorités tibéto-birmanes des hautes vallées du Mékong et de la Salouen).

### Période contemporaine
En 1922 s'ouvre la première cave de vinification de Chine, dont les capitaux appartiennent à des Chinois. Durant la période de coopération avec l'URSS, la Chine importe des vins des pays d'Europe de l'Est. À cette même époque, le ministère de l'industrie légère décide dans le premier plan quinquennal, d'augmenter la surface consacrée à la vigne à l'est de Pékin. Le second plan développe le vignoble sur les rives du fleuve Jaune, en important des cépages d'Europe de l'Est, de Roumanie et Bulgarie notamment. La pépinière viticole chinoise naît au même moment pour produire les plants nécessaires à ce grand chantier. En parallèle, une dizaine de caves de vinification sont créées. Elles seront une centaine dans les années 1970.

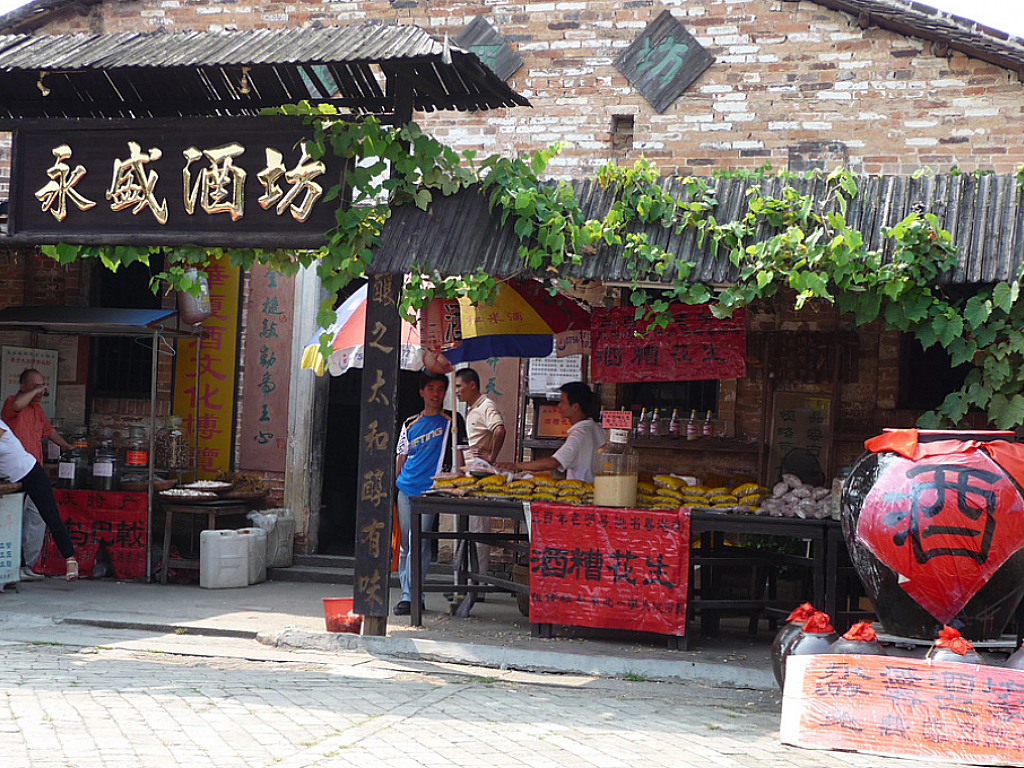
Treille sur la façade d'une échoppe vendant des cacahuètes (fermentées sur de la lie de "vin")

Comme la production était partie de rien, en 1978 (soit deux ans après la mort de Mao), la production de vin était encore très modeste (15 000 t en 1978) et il s'agissait d'un "vin" obtenu le plus souvent par fermentation de raisins et d'autres fruits, suivi d'addition de sucre et d'épices. Ces vins, rouges ou blancs, étaient liquoreux, extrêmement sucrés et parfumés. Une levure en provenance d'une espèce de vigne locale donnait même des arômes de cannelle. Considérés comme des produits de luxe, ces vins n'étaient vendus que dans des magasins d'État à des prix prohibitifs.
Le décollage de la production ne s'est vraiment fait qu'à partir de la politique de réforme et d'ouverture de 1980. La décennie 80-90 a vu la production de vin multipliée par 3,17, celle des années 1990-2000 multipliée par 4,13 puis celle allant jusqu'en 2009 a vu un ralentissement avec une production multipliée par 1,50 (croissance de 50 %). À la fin du XXe siècle, le vignoble couvrait 453 000 hectares. Malgré cette croissance fulgurante, la part du vignoble destinée à la vinification reste très faible au regard des données européennes (seulement 13 % du vignoble est vinifié).
Durant cette période, le souci de la quantité a souvent primé celui de la qualité. Le système pousse d'ailleurs à produire le plus possible puisque les viticulteurs sont payés au poids et non à la qualité. Le vin chinois se conforme peu aux exigences internationales en matière de qualité et de goût. Les consommateurs chinois n'hésitent d'ailleurs pas à "améliorer" leur vin en le mélangeant avec des sodas.
Toutefois quelques grands groupes chinois ont essayé de bénéficier du savoir faire de qualité des Occidentaux en s'associant avec ceux-ci. Le pionnier a été la maison de cognac Rémy Martin qui dès 1980 (au tout début de la politique d'ouverture) a créé une coentreprise vitivinicole avec la ville de Tianjin (City Grape Garden), sous le nom de Dynastie 王朝 wangchao. Les cuvées de merlot et de cabernet sauvignon vinifiés comme dans le Bordelais donnent des vins qui peuvent s'exporter. Le succès a été au rendez-vous puisque l'entreprise a été introduite à la bourse de Hong Kong en 2005. En 2009, elle a produit 60 millions de bouteilles.
Cette réussite a fait école : en 1987, Beijing Winery s'associe avec Pernod Ricard pour créer Beijing Dragon Seal Winery "dans le but d'introduire l'œnologie française dans ses produits" est-il affirmé. La première bouteille de Dragon Seal 龙徽葡萄酒 longhui putaojiu était lancée en 1988 l'année du dragon. Ces vins, provenant de cépages français, étaient adaptés au goût européens et trouvaient leur clientèle parmi les touristes affluant en Chine.
A contrario, le numéro un du vin chinois, Changyu, a établi en 2002 un partenariat avec le groupe bordelais Castel. Ils proposent des vins très fruités adaptés au goût des consommateurs chinois.
| Le vin de céréale (jiu 酒 ou huangjiu 黄酒) était offert en libation dans le culte des ancêtres pendant plusieurs millénaires. Il s'est répandu dans toute l'Asie, comme au Japon sous le nom de sake. | Le vin (de raisins) est un produit allogène en Chine. En général additionné de sucre et d'épice, il est resté rare ou très rare pendant deux millénaires. Depuis 1980, il connait un essor fulgurant grâce aux techniques européennes. |
| | |
| Jarres de vin de riz à Wuzhen | Chai de vieillissement de vin (de raisins) à Jiayuguan |

Statistiquement une cave chinoise vinifie 2 000 tonnes de raisins, mais dans 70 % des cas la vendange n'excède pas 1 000 tonnes. Seules 20 % des caves dépassent les 5 000 tonnes d'apport. Les grands groupes producteurs sont Yantai Changyu Group, Dynasty, Great Wall, Huanxia Winery et Tonghua Wlinery qui représentent ensemble des deux tiers du marché.
La recherche viticole a emboité le pas à cet engouement de plantation. La vigne se défend naturellement contre les attaques cryptogamiques, comme le mildiou, en sécrétant du resvératrol. Une équipe de chercheurs chinois de Yangling (Shaanxi) ont transféré un gène de stilbène synthétase STS dans la vigne V. vinifera. Ils ont utilisé un nouveau gène STS, cloné d'une vigne sauvage chinoise Vitis pseudoreticulata, appartenant à la famille des gènes stilbène synthétase mais différent de celui de V. vinifera ce qui a permis d'accroître significativement d'activité enzymatique,.
La quasi-totalité du vignoble est planté franc de pied et non sur des porte-greffes américains résistant au phylloxéra. Jusqu'à présent, grâce à leur isolément, les vignes n'ont pas été atteintes.

## La filière viticole chinoise dans le monde
La Chine s'est hissée, en quelques décennies, au deuxième rang pour la production de raisins, au cinquième rang en termes de surface et au sixième pour la production du vin (OIV
  2009).
| Production de raisins en milliers de quintaux (prév. 2009), d'après la OIV |            |         |
|                                                                            | Pays       | Raisins |
| 1                                                                          | Italie     | 81 500  |
| 2                                                                          | Chine      | 72 000  |
| 3                                                                          | États-Unis | 63 766  |
| 4                                                                          | France     | 61 800  |
| 5                                                                          | Espagne    | 55 434  |
| 6                                                                          | Turquie    | 39 184  |

| Vignobles du monde en milliers d'hectares (prév. 2009 d'après OIV) |            |         |
|                                                                    | Pays       | Surface |
| 1                                                                  | Espagne    | 1113    |
| 2                                                                  | France     | 840     |
| 3                                                                  | Italie     | 818     |
| 4                                                                  | Turquie    | 505     |
| 5                                                                  | Chine      | 470     |
| 6                                                                  | États-Unis | 398     |

| Production de vin en milliers d'hectolitres (prév. 2009 d'après OIV) |            |        |
|                                                                      | Pays       | Vin    |
| 1                                                                    | Italie     | 47 699 |
| 2                                                                    | France     | 45 558 |
| 3                                                                    | Espagne    | 35 166 |
| 4                                                                    | États-Unis | 20 600 |
| 5                                                                    | Argentine  | 12 135 |
| 6                                                                    | Chine      | 12 000 |

## Les vignobles chinois
|                                   |                               |
| Précipitations annuelles en Chine | Principaux vignobles de Chine |

Le territoire immense de la Chine offre une variété de milieux et de climats. Les vignes ont été implantées dans les milieux les plus extrêmes : on va du Tourfan réputée la "fournaise" de la Chine au Jilin au climat subarctique, ou des régions très arides du Xinjiang aux régions bien arrosées, par une mousson d'été, de l'ancien lit du fleuve Jaune, ou de zones à - 150 m en dessous du niveau de la mer (Tourfan) aux vignobles des hauts plateaux du Yunnan situés à 1 500 m d'altitude. Néanmoins la Chine manque de terres adaptées à la culture de la vigne, dans le Xinjiang, les exploitants doivent enterrer les vignes pour les protéger du gel, ce qui implique des coûts importants.

### La région du Xinjiang
Le Xinjiang 新疆 est la région viticole la plus ancienne, la plus turquisée et la plus à l'ouest de la Chine. Elle se divise en trois zones : la dépression de Tourfan 吐鲁番盆地, la plaine de Manas 玛纳斯 et Shi Hezi 石河子.
- La dépression du Tourfan

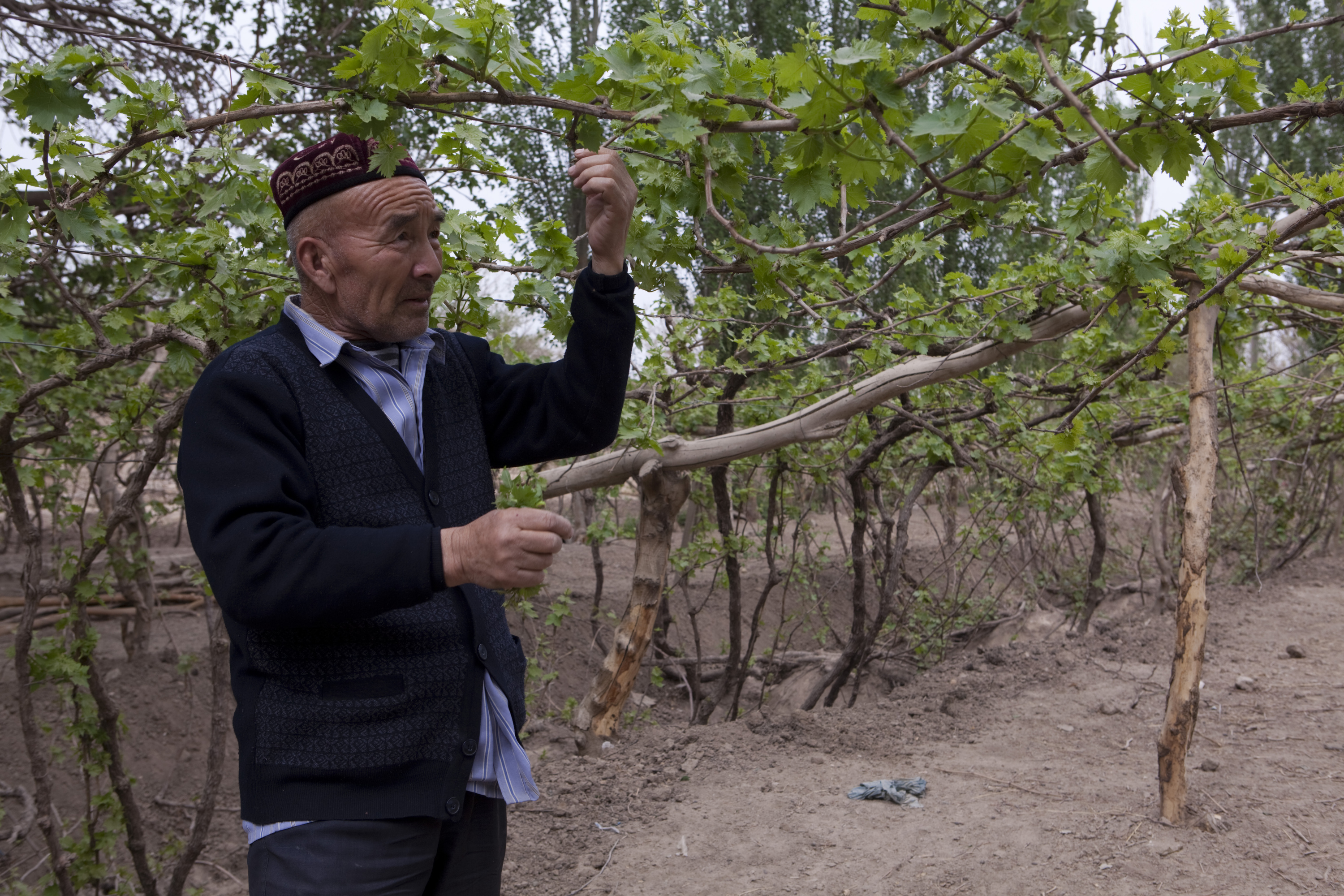
Culture traditionnelle de la vigne sur pergola à Tourfan
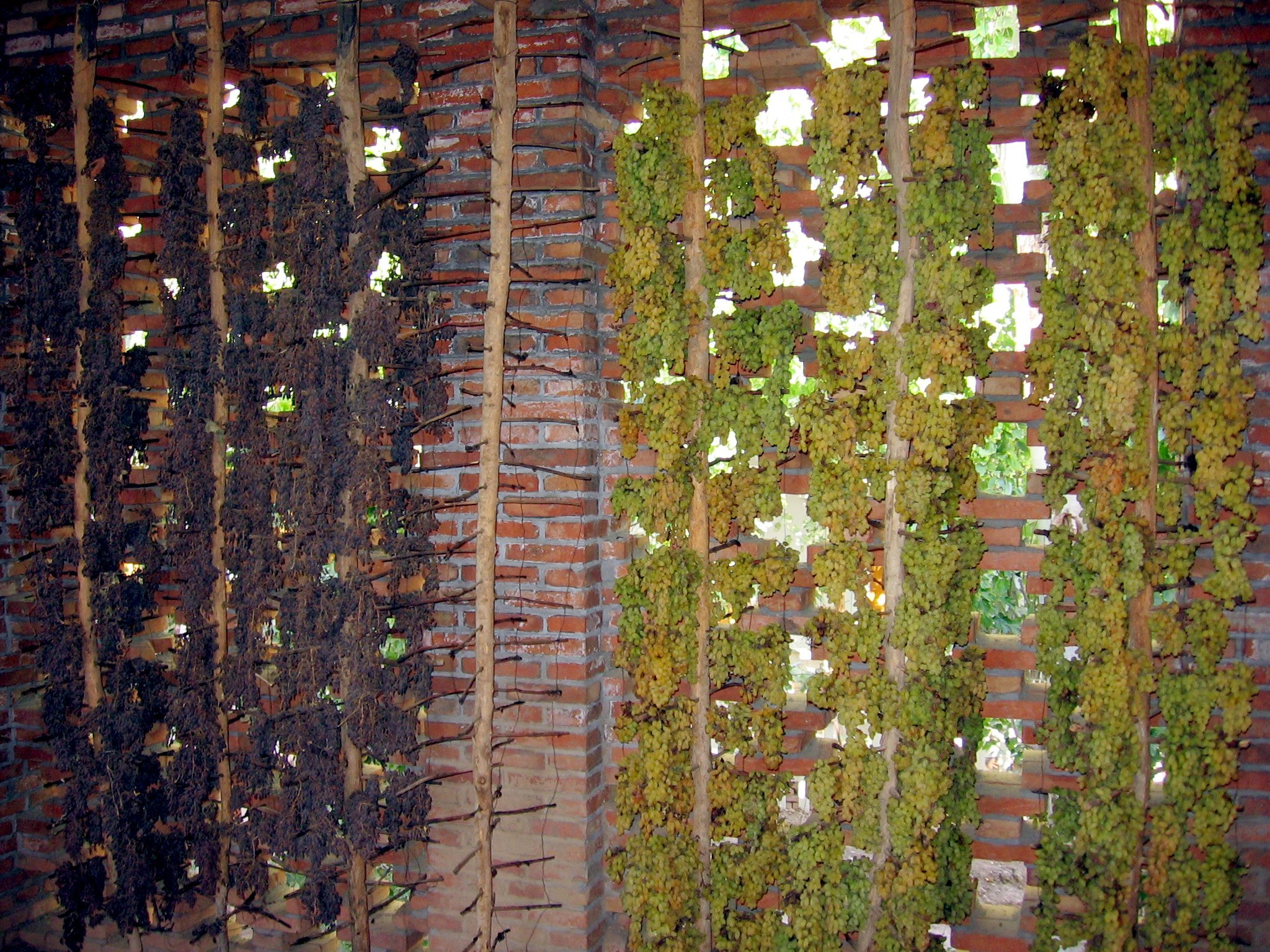
Raisin mis à sécher en grenier à Tourfan.
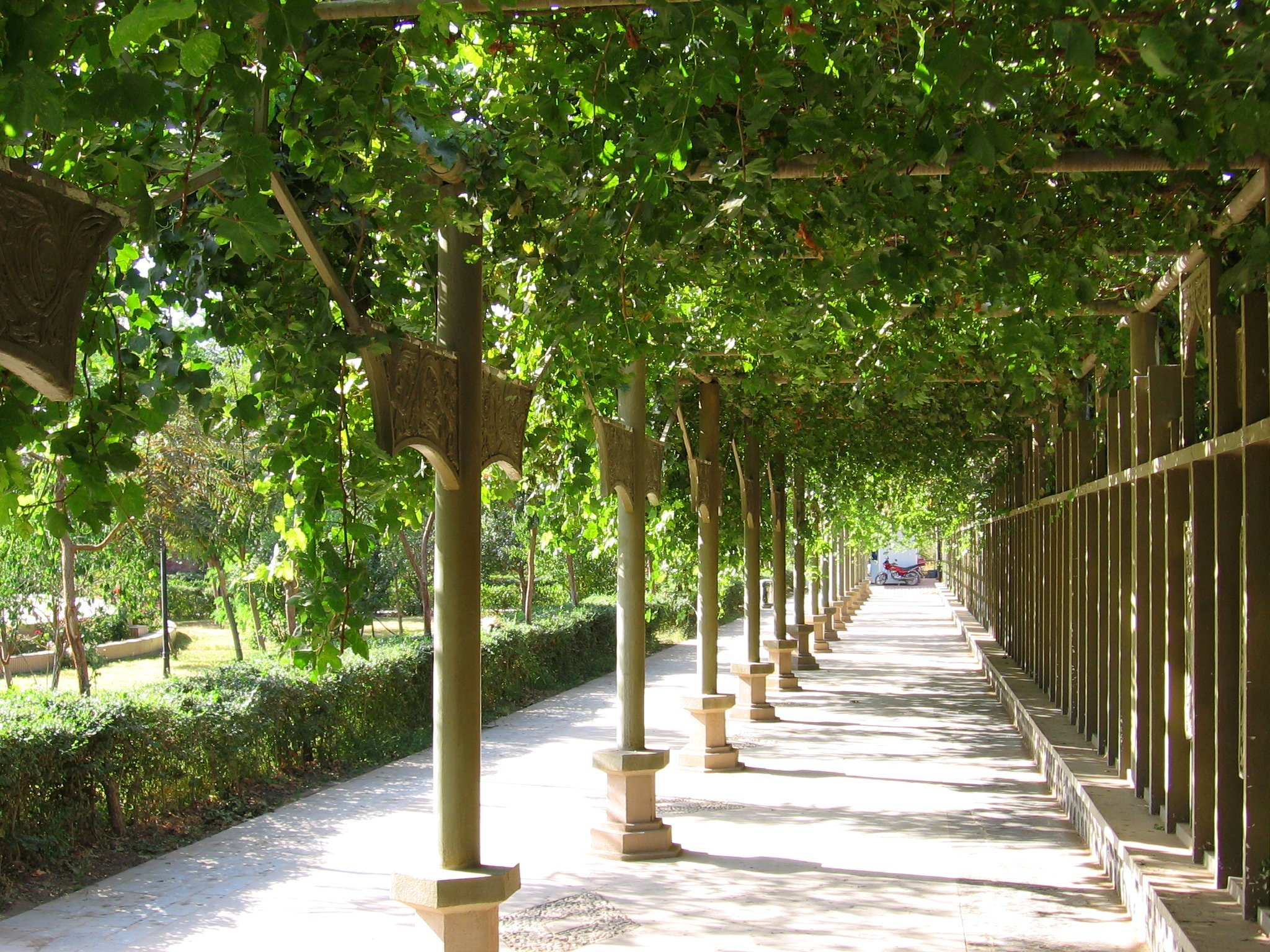
Treille sur pergola à Tourfan.

Cette dépression qui descend à - 154 m en dessous du niveau de la mer possède un climat continental chaud et aride avec un été étouffant et un hiver glacial. Les précipitations moyennes de 20 mm sont très en dessous de l'évaporation potentielle. Cette sécheresse donne à l'atmosphère une pureté incomparable et un ciel très lumineux presque toute l'année qui peut toutefois au printemps être obscurci par de terribles tempêtes de sable. L'agriculture n'est possible que dans des oasis possédant un système élaboré d'irrigation, qui amène l'eau des montagnes environnantes par des canaux souterrains (le système des karez).

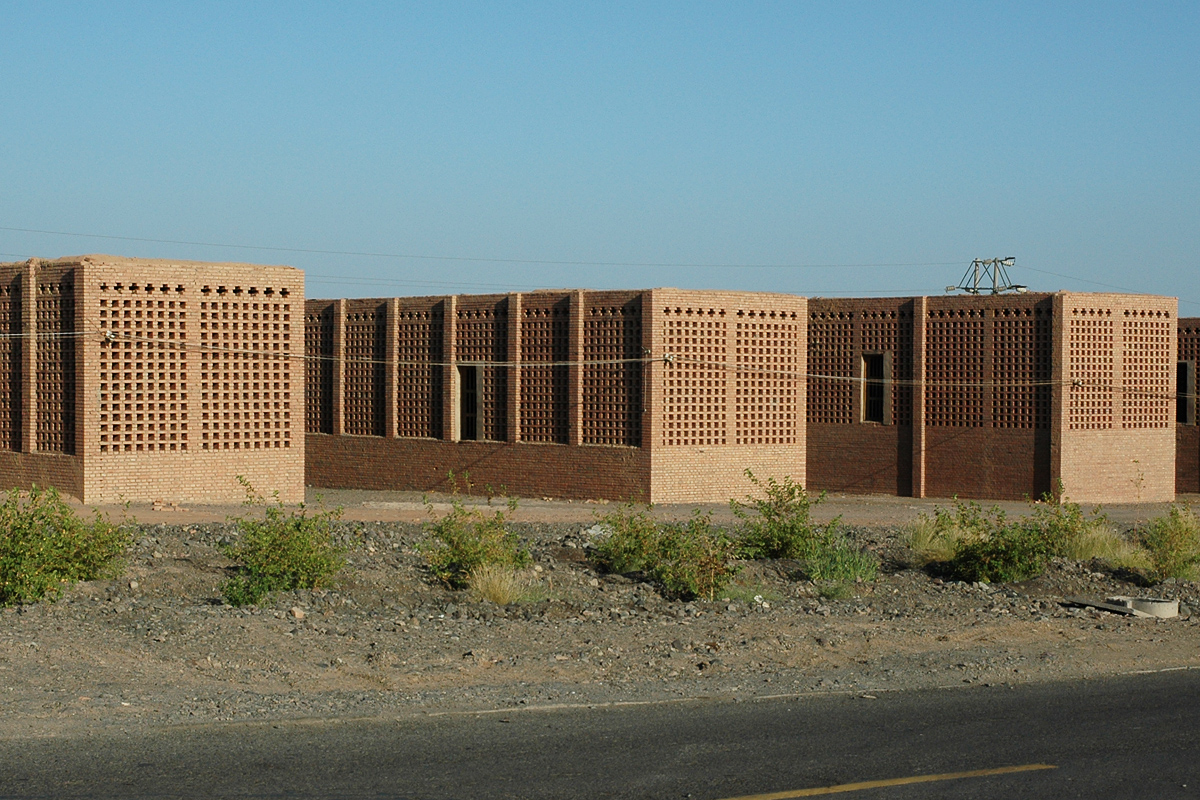
Greniers de séchage du raisin, en briques à claire-voie, Turfan

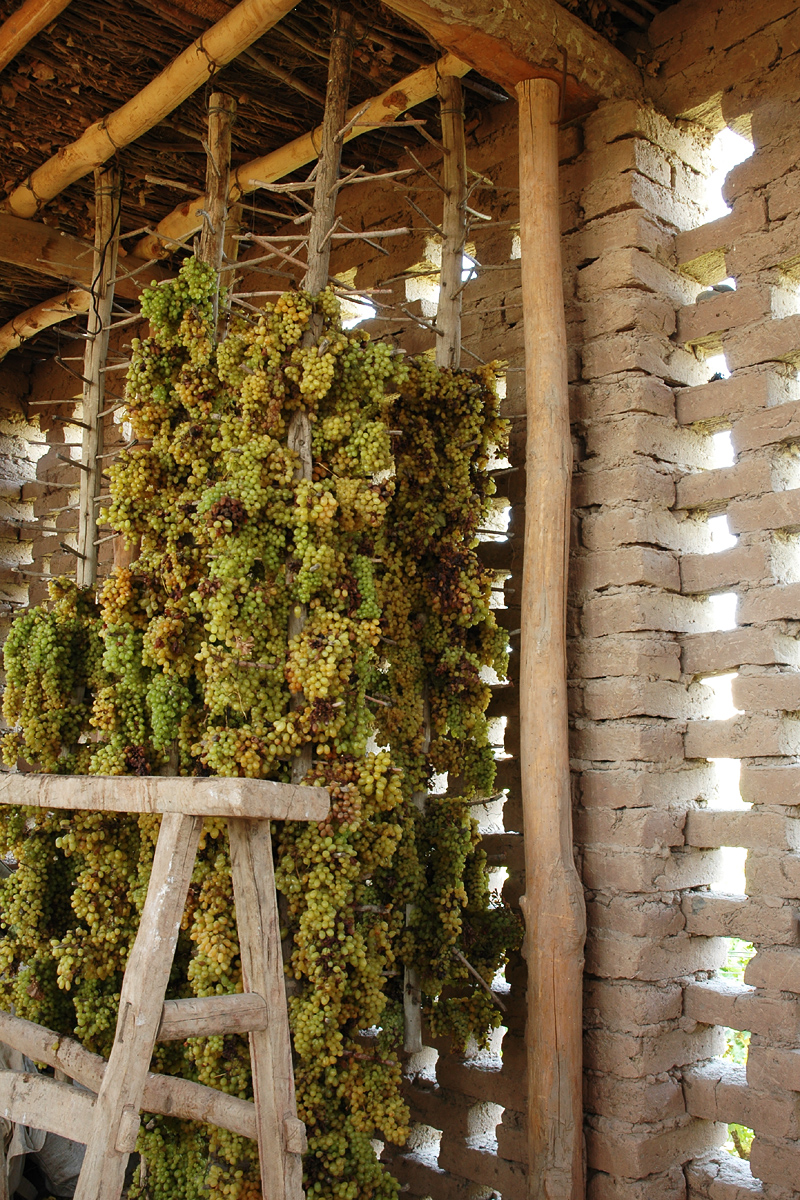
Séchage des raisins, Turfan, Xinjiang

Le vignoble se trouve aux environs de la préfecture de Tourfan et dans plusieurs oasis sur une centaine de kilomètres vers l'est (Yushan, Shanshan 鄯善).
Il représente 20 % de la production chinoise totale de raisins[réf. nécessaire].
Depuis l'Antiquité des populations non han et actuellement Ouïgours, cultivent des treilles sur pergolas, suivant les techniques iraniennes. Les vignes irriguées sont conduites en hautain sur des treillages en forme d'éventail.
Le cépage le plus fréquemment planté est le "Thompson sans pépin"blanc (92 % de la surface) qui se décline en une vingtaine de sous-variétés, vient ensuite « la mamelle de jument ». Ils servent essentiellement à la production de raisins secs, appelés "perles vertes de Chine".
Grâce à des capitaux venus de Shenzhen, un domaine viticole moderne utilisant des techniques européennes a vu le jour dans la région. La Loulan hong wine industry Co., Ltd, a fait appel à des œnologues français, pour développer un rouge de cabernet sauvignon et un blanc de sauvignon, correspondant mieux au goût européen que bien d'autres vins chinois.

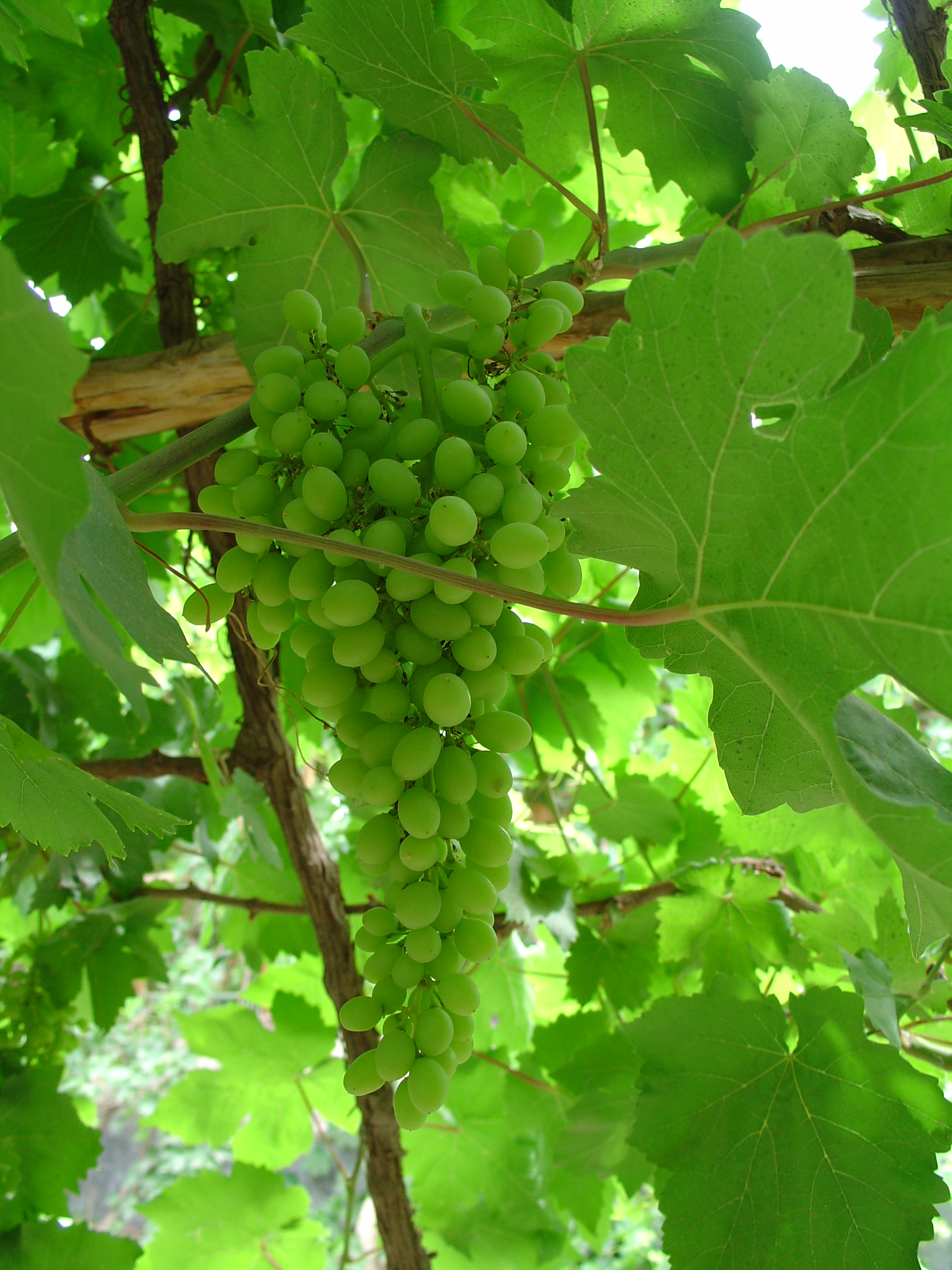
Raisin du Xinjiang (probablement la célèbre variété "mamelle de jument")

La vallée des raisins putaogou 葡萄沟, au nord de la ville, est une gorge pittoresque de 8 km de long, célèbre pour ses allées ombragées par des treilles ; elle est devenue un site touristique majeur de la région.
En 2008, le vignoble de 30 000 ha a produit 770 000 t de raisins soit 33 fois la production de 1980.
- la plaine de Manaz et la région de Shi Hezi

Cette plaine située au nord des monts Tianshan, au nord ouest d'Urumqi, connait un climat tempéré, frais durant la période de croissance.
Les cépages préférés sont le pinot noir, le riesling, chardonnay.
Attiré par une croissance à deux chiffres de la viniculture chinoise, le groupe financier de Suntime International Wine Co., Ltd, fondé en 1998, a fait de gros investissements dans la région de Manas et Shi Hezi.
Il produirait 12 000 t de vins de qualité sur un vignoble de 10 000 hectares.
Dans une région assez isolée, nommée Hoxud (Heshuo), près du lac Bosten, au sud d'Urumqi, quelques entreprises produisent du vin biologique. Les hivers avec des froids de −25 °C, nécessitent d'enterrer les ceps pour les protéger du gel hivernal.
Le Xinjiang serait la deuxième région productrice de raisins après le Shandong. Elle représenterait 80 % du raisin de table et 20 % du vin.

### La zone côtière de la mer de Bohai
Une grande région vinicole s'étend le long des côtes de la mer de Bohai (渤海湾 bohai wan), au nord de la province de Shandong, dans la région de Tianjin et le district de Changli  dans la province du Hebei.

Elle comprend des collines sableuses et calcaires.
Le climat ensoleillé et la pluviométrie limitée (600 mm par an, durant la mousson d'été) permettent la culture de cépages de qualité comme le cabernet sauvignon, le muscat, le chardonnay ou le riesling.
C'est la principale région vitivinicole puisqu'elle représente 60 % de la production chinoise de vin. La conduite en espalier est dominante.
|                                                                                     |                                        |
| Château Changyu-Castel 张裕.卡斯特酒庄, sur le modèle bordelais, Beiyujia, Shandong | Château Changyu-Castel, millésime 1995 |

Elle comporte trois grandes régions :
- la péninsule du Shandong 山东半岛 : Yantai  烟台 berceau de la viticulture chinoise moderne

La température moyenne annuelle est de 12 °C. Les cépages de prédilection sont le cabernet gernischt, le chardonnay et le riesling.
Le domaine de Changyu Co., LTD, avec sa cave pionnière créée en 1892, a un vignoble de 17 000 ha.
Les grands groupes, Yantai Cofco Co LTD (dont Changyu est une filiale), Yantai Wellong Winery CO., LTD and Tsingdao Huadong Winery CO., LTD, représentent à eux trois, 40 % de la production de vin chinoise.
- la région de Tianjin 天津 : district de Ji 蓟县 et de Hangu 汉沽 (à une centaine de kilomètres au sud-ouest de Pékin)

Les cépages de prédilection sont le muscat, cabernet sauvignon, merlot, cabernet franc, riesling.
La région est dominée par le domaine de Dynasty Fine Wines Group Ltd, coentreprise sino-française, cotée en bourse. En 1980, il produisait 100 000 bouteilles de vin, en 2009, il en a vendu 57 millions, principalement sur le marché chinois.
- région de Changli 昌黎 (Hebei, sur le littoral à 240 km à l'ouest de Pékin)

Le domaine de Huaxia Winery Co., Ltd créé à Changli en 1988 pour produire des vins rouges de qualité à partir de cabernet sauvignon, a un domaine 6 700 ha, produisant 50 000 t de vin rouge.

### La province du Hebei
Ce vignoble, établi dans nord-ouest de la province du Hebei, près de la ville de Shacheng 沙城, se trouve à une centaine de kilomètres au nord-ouest de Pékin ; il s'étend sur les districts de Xuanhua 宣化、Zhuolu 涿鹿、Huailai 怀来. Huailai a produit la première bouteille de vin blanc sec en Chine.
Sur des sols sableux-graveleux, il bénéficie d'un ensoleillement exceptionnel et d'un climat sec (413 mm par an). Deux cépages locaux, l'œil de dragon (longyan 龙眼葡萄) et les grappes de lait (bai niunaï 白牛奶), côtoient le merlot ou le cabernet sauvignon. Devenu depuis 1976 le siège de l'expérimentation vinicole, ce vignoble est devenu producteur de vins de qualité.
La conduite de la vigne est de type "dragon", c'est-à-dire avec des ceps inclinés et de longs cordons qui l'hiver peuvent être couchés afin d'être enfouis sous terre pour les protéger du froid. La conduite en espalier pour le raisin de table se développe.
Le vignoble s'étend sur 53 300 ha dont la moitié dans le cépage "œil de dragon". Traversée par la Grande Muraille, cette région est le siège du domaine Great Wall Wine Company Ltd, un des plus grands groupes vitivinicoles chinois.

### Le Nord-Est: Tonghua, Changbaishan, Zuojia
Cette région au climat subarctique avec des hivers très longs et très froids (jusqu'à −40 °C) et des étés courts et chauds est incompatible avec la culture de la vigne européenne. Une vigne sauvage locale, Vitis amurensis a été domestiquée à l'époque de l'occupation japonaise de la Mandchourie (1931-1945). Grâce à un travail de sélection et d'hybridation avec la vigne européenne, le vignoble a pu s'étendre dans trois régions du Jilin : Tonghua 通化, Changbai shan 长白山, Zuojia 佐家.
En 2002, la production de vin de Tonghua a atteint 46 000 t pour une surface de 3200 ha.
Malgré sa réputation de qualité, la Tonghua Wine Grape Co., Ltd. souffre de mévente en raison de la concurrence des vins de Great Wall ou Zhangyu, produits avec des techniques européennes sur des cépages européens.

### La région autonome hui du Níngxià: Yinchuan 银川

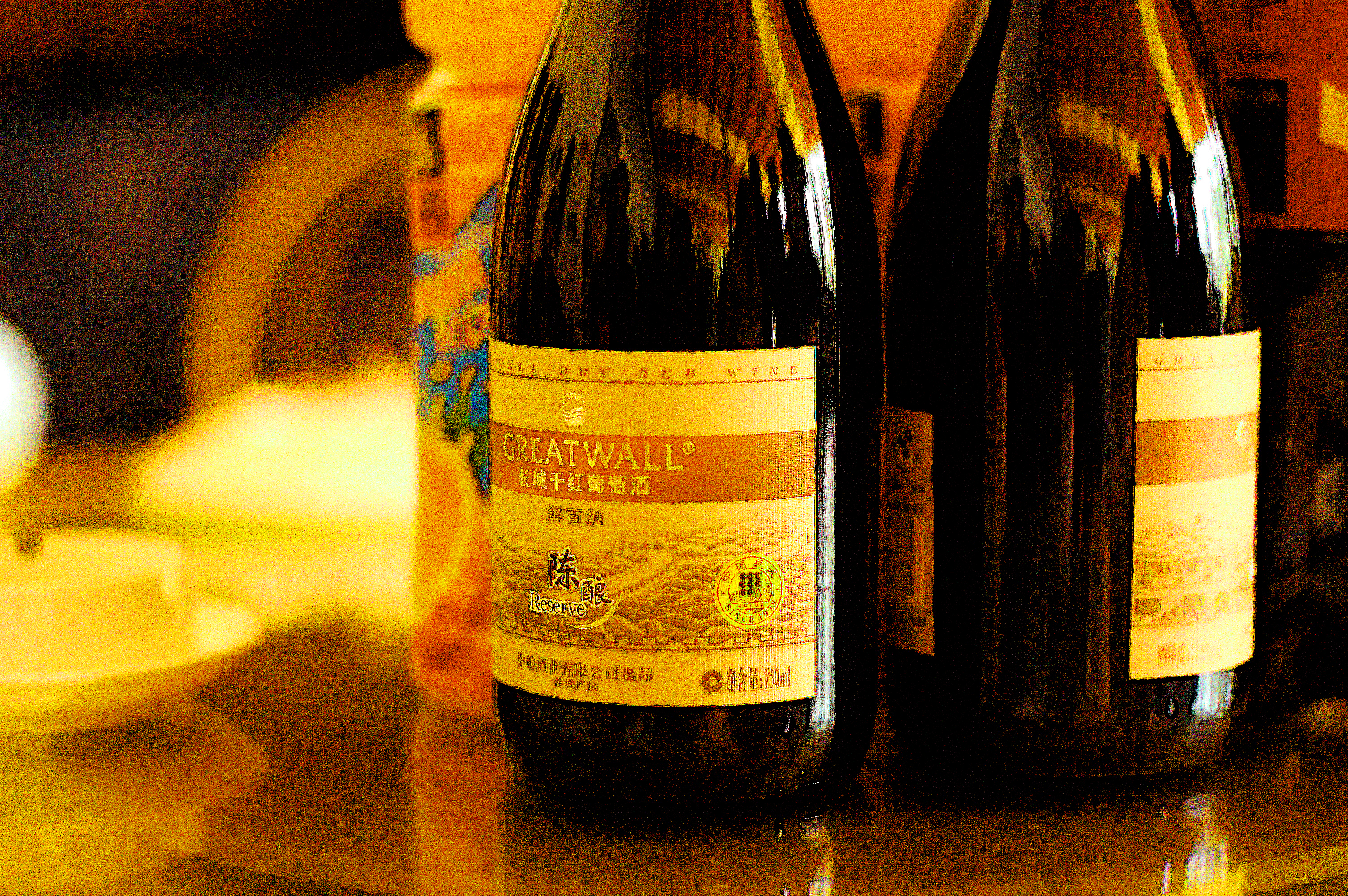
Bouteilles de la GreatWall Co

La région possède un climat continental aride, à fortes amplitudes de températures entre le jour et la nuit, un fort ensoleillement et peu de précipitations (180–200 mm). Elle s'étend dans la plaine alluviale du fleuve Jaune, aux pieds des monts Helan (贺兰山). La maturation du raisin s'effectue dans d'excellentes conditions. La conduite en espalier y est dominante.
L'entreprise Ningxia Xixiawang ltd créée en 1984, a défriché en 1997, 2 000 ha de terres incultes pour planter du cabernet sauvignon, gernischt, riesling, chardonnay, avec des plants certifiés exempts de virus importés de France.
Depuis que cette région s'est révélée être très favorable à la culture de la vigne, plusieurs grands groupes chinois (Zhangyu Co 张裕葡萄酿酒公司, de GreatWall Co 长城) et étrangers, très attirés par la région, viennent y faire de gros investissements.
Les entreprises principales sont Hengsheng Xixiawang Wine Co., Ltd, Yin Guangxia Helanshan Wine Co., Ltd and Ningxia Yuma Wine Co., Ltd.

### La province du Gansu

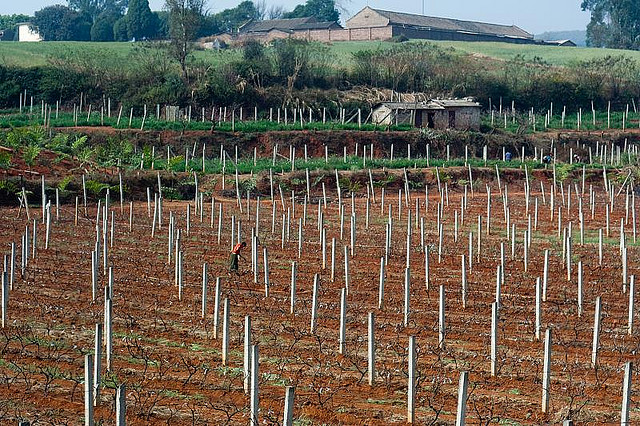
Vignoble du Yunnan

Elle comprend Wuwei 武威，Minqin 民勤，Gulang 古浪，Zhangye 张掖 dans le Gansu, situés à plus de 300 km à l'ouest de Yinchuan, séparés de cette région par le désert de Tengger 腾格里.

La région connait un climat continental aride, très sec (200 mm d'eau), très chaud l'été et très froid l'hiver. Le domaine de Huang Heyang possède un vignoble de 54 000 ha produisant 17 200 t de vin rouge.
Parmi les milieux surprenants, on trouve la région des hauts plateaux du Yunnan, au climat subtropical, avec des vignobles perchés à 1 500 mètres d'altitude.
Signalons aussi le vignoble de l'ancien lit du fleuve Jaune, implanté aux confins des provinces de Anhui, Henan et Jiangsu ; zone choisie pour l'implantation de caves de vinification, ce vignoble est en perte de vitesse à cause de son climat. Avec 800 mm de précipitations annuelles réparties surtout en été, les maladies affectent la vigne qui nécessite de nombreux traitements.

### La province du Yunnan
L'Église catholique de Cizhong,  fondée en 1867, située dans la Préfecture autonome tibétaine de Diqing (Xian de Dêqên), détruite en 1905, reconstruite en 1911, est à l'origine d'un petit vignoble pour la production de vin de messe, dans la haute vallée du Mékong.
Le vignoble a fait l'objet d'un film documentaire d'Éric Michaud, Chine : les vignobles de l'Himalaya (2019, 26') de la série documentaire Des vignes et des hommes, diffusée sur la chaîne Arte-TV. Depuis 2000, grâce à l'association Les Sentiers du ciel, une coopérative de 30 membres s'est constituée, autour de Bertrand Cristau (de passage) et de Mu Chao (Chinois formé en France, permanent), pour produire un vin de qualité.
L'expérience a amené un grand groupe viticole étranger à investir dans un nouveau domaine, de 28 hectares, "Ao Yun", autour du village de Yongzon, à 80 km de Cizhong, employant 120 familles, autour de Maxence Dulou (responsable général) et David (Chinois formé en France).

## Le vin

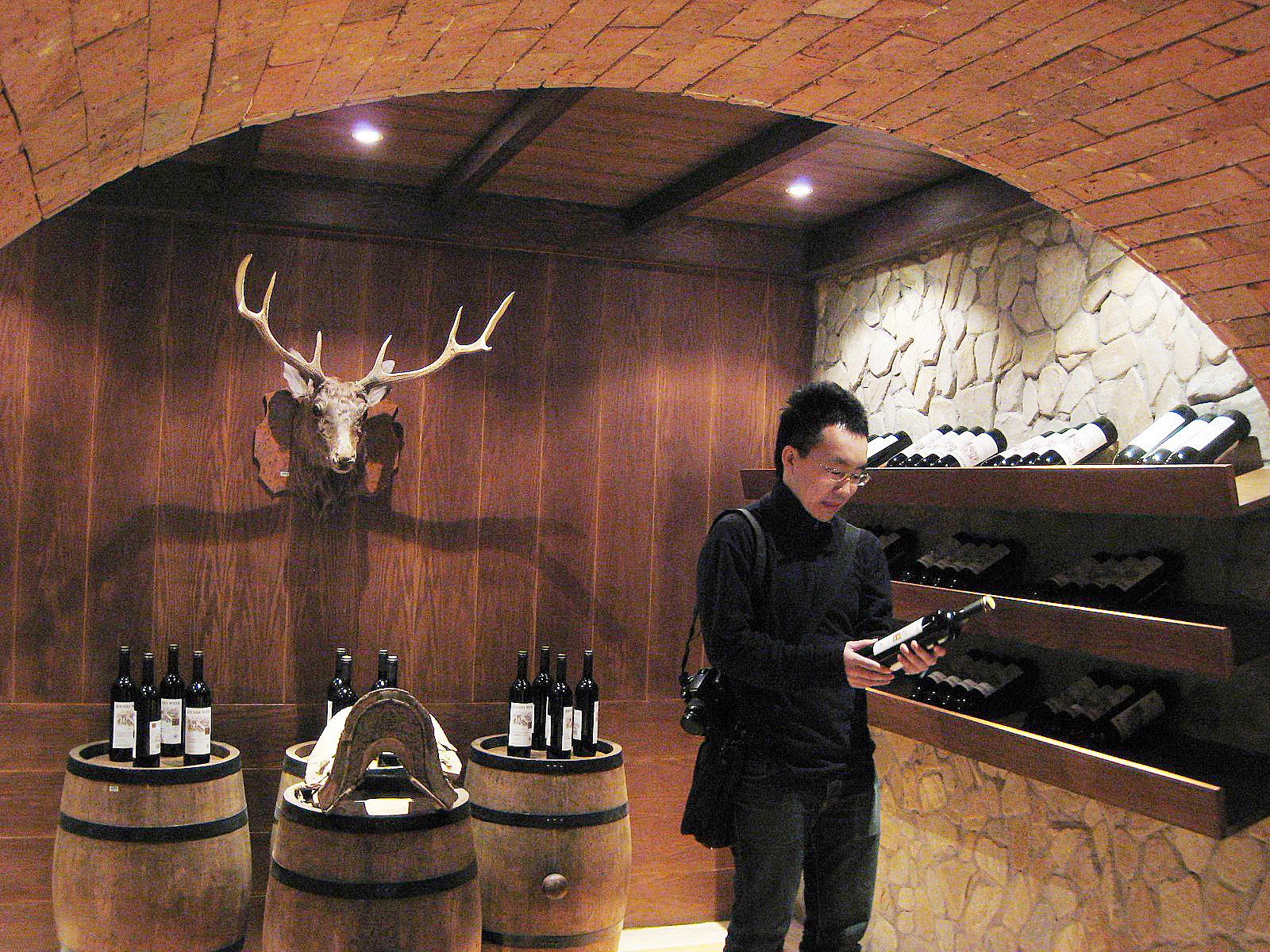
Boutique de vins à Shenzhen

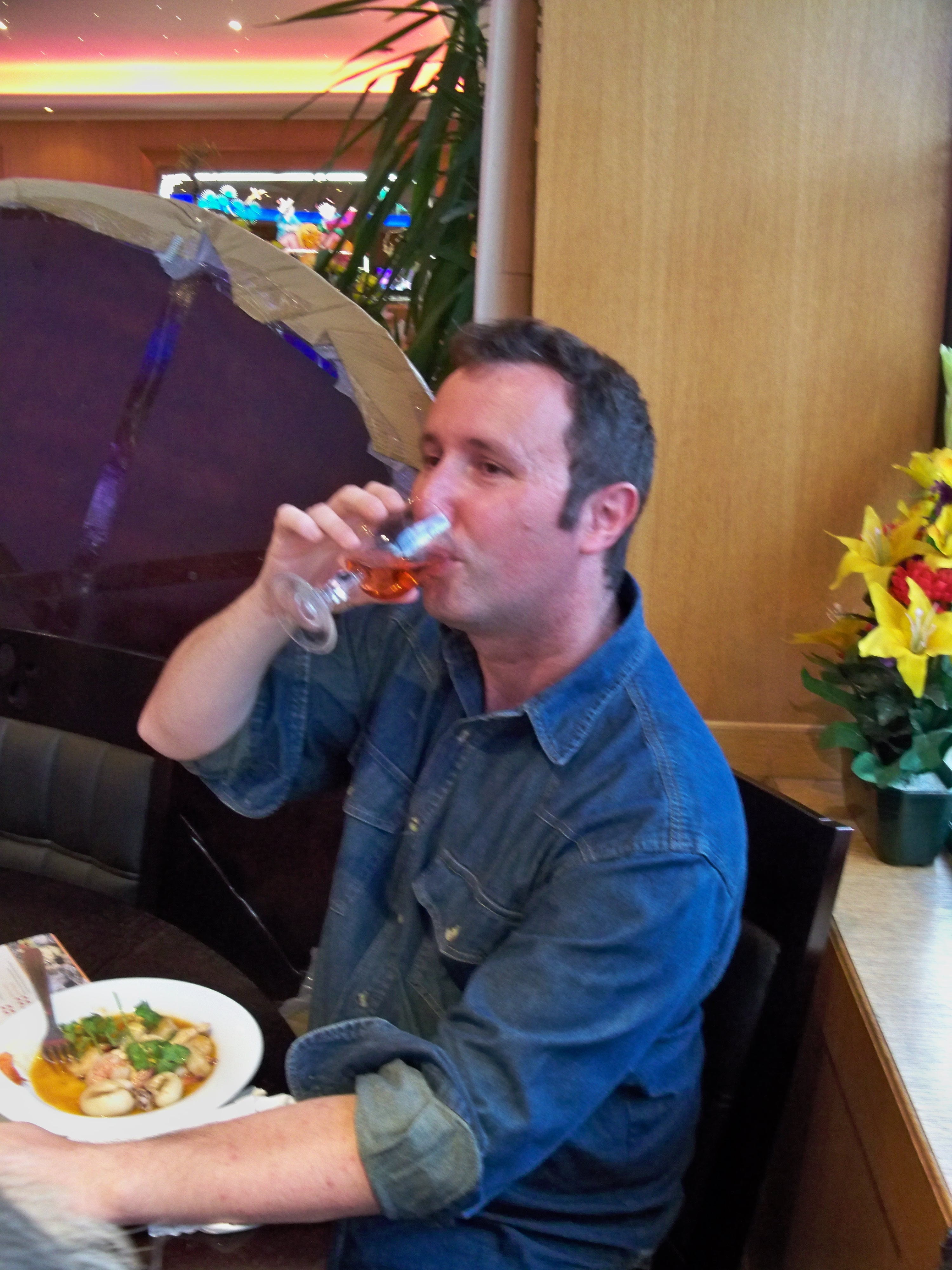
Le vin rosé, mariage traditionnel avec la cuisine chinoise

Le goût du consommateur chinois se cantonne vers des vins rouges doux qu'il boit généralement mélangés à de la limonade ou du tonic
Même si André Dominé considère que « La Chine possède un potentiel de croissance quasiment illimité. Cela vaut autant pour les exportations que pour l'extension de la production de vin à l'intérieur du pays », cette production vinicole chinoise brille plus par sa quantité que par sa qualité en dépit des investissements faits par de grandes exploitations, possédant des milliers d'hectares, qui utilisent de très bons techniciens et du matériel français. Dont la cuve à râteaux La Référence, matériel de vinification des établissements Fabbri, sis à Entraigues-sur-la-Sorgue, qui est présente en Chine depuis deux décennies.
Une densité de plantation élevée de la vigne jointe à une irrigation importante donne des vins aux rendements élevés, ce qui n'est pas un gage de qualité. Même si les techniciens viticoles ou œnologues européens et australiens ont pu orienter leurs collègues chinois vers une viticulture et une viniculture modernes.

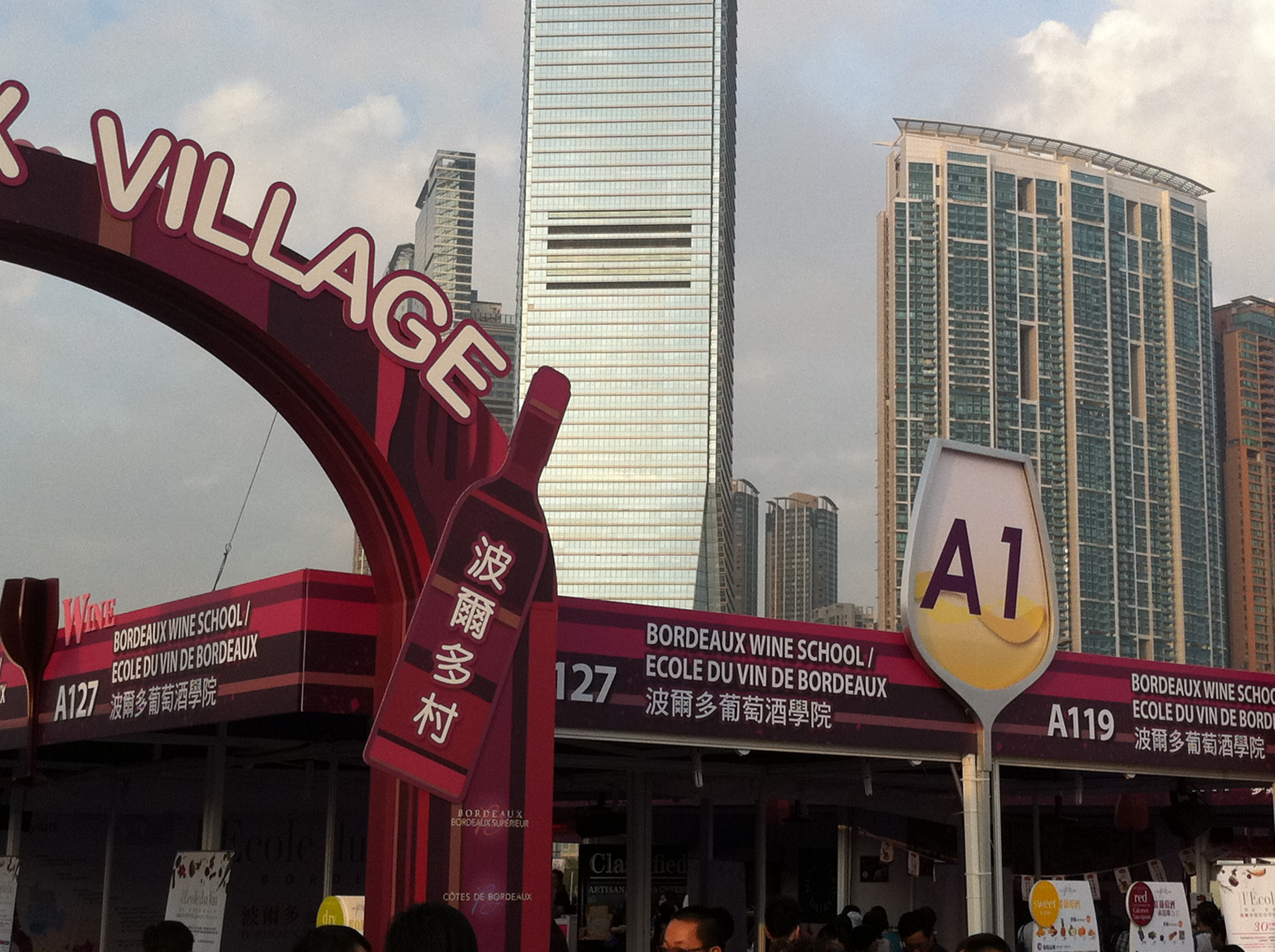
Hong Kong Wine and Dine Festival, novembre 2012

C'est le cas du domaine He Lan Qing Xue dont le Jia Bei Lan Cabernet 2009  fut primé comme le meilleur vin de la catégorie « Bordeaux rouges internationaux de plus de £10 » par le magazine Decanter en novembre 2011. Ce vin provenait du Ningxia, province considérée comme la Napa Valley chinoise, et son œnologue avait été formé à Bordeaux.
C'était une première historique. Mais ce résultat ne reflétait pas pour autant une hausse générale de la qualité du vin chinois. D'autant que des doutes circulaient à propos de cette récompense. Les sites spécialisés en ligne allaient jusqu'à insinuer une éventuelle fraude lors du concours.
Pour faire taire les rumeurs, le 14 décembre 2011, à Pékin, une dégustation réunit dix dégustateurs chinois et français . Le concours dénommé « Bordeaux contre Ningxia » se déroula à l'aveugle et les quatre bouteilles placées en tête venaient toutes du  Ningxia.
Le premier vin était un cabernet sauvignon Grace Vineyard Chairman's reserve, puis un Silver Heights The Summit 2009, un JiaBeiLan 2009, un Deep Blue Grace Vineyard 2009 et enfin un médoc fut classé en cinquième position, un Lafite Saga 2009.

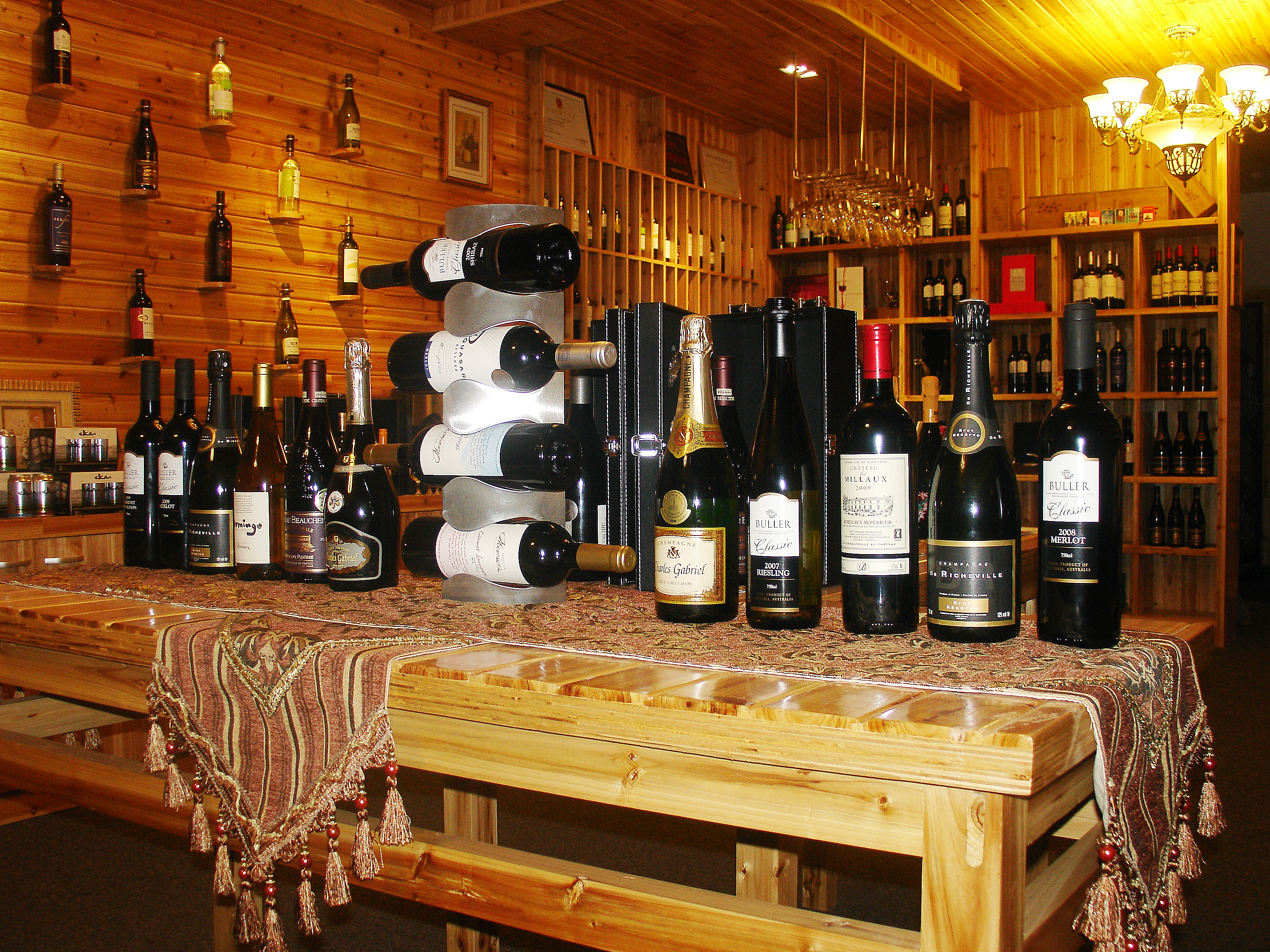
Sélection de vins français par la boutique Heping Dadao (Wuhan)

Les vins de bordeaux étaient des cuvées de négoce vendus en France aux alentours de 10 euros mais fortement taxés en Chine. Les vins ne devaient pas coûter plus de 300/400 yuans (24-35 euros) or pour cette somme, on trouve un très bon vin chinois et un vin français ordinaire.
L'un des organisateurs, Jim Boyce, a confié à la presse que ce résultat témoignait de l'amélioration de la qualité des vins chinois. Mais les forums chinois regorgent de commentaires oscillant entre le scepticisme et indignation face à un événement qualifié de « blague ».
Comme l'explique Arthur Choko dans son ouvrage L'amour du vin à propos de ce type de compétition internationale dont le but est de vendre du sensationnel à des amateurs peu avertis : « Que le négociant qui a fourni ces vins change vite d'acheteur pour la sélection de sa collection ! Si en France, on n'est pas capable de trouver un vin qui surclasse les vins étrangers c'est que l'on est incompétent ou, alors, c'est qu'on le fait exprès ». Et l'auteur de conclure : « Nous sommes là bien loin de la réalité et il faut reconnaître que le profane a du mal à s'y retrouver dans toutes ces remises en cause plus ou moins artificielles ».